# 拉尔斯·克林拜尔
拉尔斯·克林拜尔（德語：Lars Klingbeil，發音：[ˈlaʁs ˈklɪŋbaɪl]；1978年2月23日—）德国社会民主党政治家，現任德國副總理及财政部长，生于索尔陶，毕业于汉诺威大学，自2017年12月起任社民党总书记，2001年起当选下薩克森州蒙斯特市议员，2005年当选联邦议员。他是社民党右翼塞海姆小组成员之一。